# Rhinella gnustae
Rhinella gnustae una especie de gripau de la família dels bufònids. Va ser descrit per José M.Gallardo el 1967. Per les poques dades, no és acceptat com un tàxon vàlid per tots els experts. Altres el veuen com un sinònim taxonòmic de Rhinella spinulosus.
El seu hàbitat natural són els rius.

## Distribució
Només es coneix de la localitat tipus que roman imprecisa (Rio Grande, Jujuy, Argentina) La regió on es va recol·lectar està amenaçada per la mineria, la destrucció i la degradació de les conques hidrogràfiques i els aiguamolls, i la introducció de peixos invasors. Per manca de dades, no se sap gaire sobre l'estat de conservació de R. gnustae.